# Michel Lulek
Michel Lulek est un journaliste, écrivain et militant de la décroissance français.

## Biographie
Habitant en Creuse, à Faux-la-Montagne, sur le Plateau de Millevaches, il a cofondé la Télé Millevaches en 1986, une des plus anciennes télévisions locales encore en activité. Il dirige actuellement la publication d'IPNS, un journal régional « d'information et de débats ». Il est principalement connu pour son livre Scions... travaillait autrement ? publié en 2003 qui raconte l'activité de la SAPO Ambiance bois dont il fut un des fondateurs en 1988. Il anime le réseau d'échanges de pratiques alternatives et solidaires.
Ses actions (à travers Ambiance Bois, la Navette par exemple) et ses écrits signalent l'importance de la gestion collective, égalitaire, et horizontale d'un groupe.

## Œuvres de Michel Lulek

### Scions... travaillait autrement?
L'ouvrage, sous-titré Ambiance Bois, l'aventure d'un collectif autogéré, retrace l'histoire d'une scierie gérée comme SAPO : Ambiance bois. L'aventure débute par l'installation en 1988 de cette coopérative sur le plateau de Millevaches, dans le Limousin. L'ouvrage expose la manière dont les participants au projet décident de travailler autrement, de vivre autrement, en abandonnant les logiques économiques habituelles.
Pour l'auteur, « le marché mondialisé avec sa concurrence acharnée et le plus souvent déloyale n'est pas l'univers où se meut et où doit se mouvoir l'organisation alternative, elle doit rechercher une véritable démocratie associative ».

### Télé Millevaches
Le livre retrace l'histoire de Télé Millevaches, télévision de proximité et associative, qui se trouve être une des plus anciennes télévisions locales de France encore en activité. Elle a la particularité, en 1986, d'être l'une des premières association sans président. Le livre raconte comment l'équipe a dû batailler pour faire accepter ce statut. L'ouvrage contient également plusieurs entretiens avec des acteurs de cette aventure régionale.

### Le Chemin de Sèvres
Le roman tourne autour du vol du tableau de Corot Le Chemin de Sèvres au musée du Louvre. Camille, jeune garçon au moment des faits, entreprend, une fois adulte, de raconter cet événement.
Le prix Premiers Gestes Littérature 2007 (organisé par les Editions du Félin et le magazine Evene) a récompensé ce premier roman de Michel Lulek.